# Pseudovigna
Pseudovigna es un género de plantas con flores con dos especies perteneciente a la familia Fabaceae. Es originario de África tropical.

## Especies
- Pseudovigna argentea
- Pseudovigna puerarioides